# She Was Pretty
She Was Pretty (그녀는 예뻤다?, Geunyeoneun yeppeotdaLR) è un singolo del cantautore sudcoreano J.Y. Park, pubblicato nel 1997 come parte dell'album Summer Jingle Bell.

## Descrizione
Il brano, della durata di 3 minuti e 11 secondi, è caratterizzato da una melodia orecchiabile e testi che raccontano la bellezza di una donna amata in passato. La canzone è stata scritta da J.Y. Park in collaborazione con Lee Eun-ok.

## Esecuzioni dal vivo
Una delle esibizioni più note di She Was Pretty è avvenuta durante il programma musicale sudcoreano MBC Top Music il 27 dicembre 1997.

## Cover e reinterpretazioni
Nel corso degli anni, She Was Pretty è stata reinterpretata da vari artisti. Nel 2024, il gruppo ENHYPEN ha collaborato con J.Y. Park per una nuova versione del brano, esibendosi insieme in un palco collaborativo.